# Tess Elst
Tess Elst (1990) is een Belgisch sportjournaliste en -verslaggeefster voor de VRT.

## Carrière
Elst studeerde communicatiewetenschappen met een masteropleiding Journalistiek aan de VUB. Aanvankelijk ambieerde ze een carrière als politiek journalist maar na een stage bij VTM besloot ze in de sportjournalistiek te gaan. Sinds 2012 werkt ze voor Sporza, de eerste jaren vooral achter de schermen. Terloops werkte ze ook voor ROB-tv.
In 2021 begon Elst met sportverslaggeving op Facebook Live voor Sporza. Samen met een expert voorzag ze geregeld de sportactualiteit van wat extra duiding. Voor Eleven Sports begon ze langs de lijn van de Belgische voetbalvelden interviews af te nemen voor en na de wedstrijd.
In de zomer van 2022 trad ze volledig in de voorgrond op het televisiescherm voor Sporza, als host voor het WK 3x3-basketbal in Antwerpen en als interviewer van de Red Flames tijdens het EK voetbal bij de vrouwen in Engeland. Naast haar werk bij Sporza werd ze begin december dat jaar ook sportanker in het VRT NWS Journaal.
In 2024 nam ze deel aan De Slimste Mens ter Wereld.